# 相対的剰余価値
相対的剰余価値（そうたいてきじょうよかち、英語: relative surplus value）とはマルクス経済学用語の一つで、『資本論』4編（第10章から第13章）に説明がみられる。マルクス経済学で重要な事柄となっている資本家の搾取する分である剰余価値を更に増加させたというもの。
労働者は定められた労働時間を働くということと共に資本家は剰余価値を手にしているというわけであるが、資本家は剰余価値を更に増やすために定められた労働時間内に労働者に割り当てる業務を増加させ、この結果増加した生産高が資本家が従来の剰余価値に加えて更に手にする相対的剰余価値というわけである。